# Reto Pavoni
Reto Pavoni (* 24. Januar 1968 in Bülach) ist ein ehemaliger Schweizer Eishockeytorhüter und jetziger -trainer.

## Karriere
Der gelernte Maurer und 1,78 m grosse sowie 77 kg schwere Linksfänger begann seine Karriere beim EHC Kloten (Nationalliga A), für den er 16 Jahre spielte und mit dem er vier Meistertitel (1993 bis 1996) gewann. 2002 suchte er eine neue Herausforderung und wechselte innerhalb der Schweizer Liga zum Genève-Servette HC. Insgesamt absolvierte er rund 900 Spiele in der obersten Liga der Schweiz. In der Saison 1997/98 absolvierte er zwei DEL-Spiele für die Landshut Cannibals. Zudem nahm er dreimal am Spengler Cup teil.
Pavoni war jahrelang einer der besten Torhüter auf Schweizer Eis. Er nahm für die Schweizer Eishockeynationalmannschaft an zwölf Eishockey-Weltmeisterschaften (bis 2000 sieben A- und fünf B-Weltmeisterschaften sowie eine Qualifikation für die Olympischen Winterspiele 1998 in Nagano) und den Olympischen Winterspielen 1992 in Albertville teil. Insgesamt bestritt er 199 Länderspiele.
Zur Saison 2006/07 erhielt er bei den Krefeld Pinguinen einen Vertrag bis zur nächsten Saison. Dieser wurde im Februar 2007 um ein weiteres Jahr für die Saison 2007/08 verlängert. Am 31. Januar 2008 wurde sein Vertrag bei den Krefeld Pinguinen aufgelöst, und er wechselte zum Schweizer Erstligisten Fribourg-Gottéron. Am 8. April 2008 wurde bekannt, dass er seine Karriere beendet und eine Ausbildung zum Bauführer beginnt.
Von 2009 bis 2011 war er Torhütertrainer beim EHC Bülach in der 1. Liga (dritthöchste Liga in der Schweiz). Seit der Saison 2011/12 war er Assistenztrainer der Mannschaft. Auf die Saison 2013/14 kehrte Pavoni zu Kloten zurück, wo er den Posten des Torhütertrainers übernahm.